# Населення Гондурасу
Населення Гондурасу. Чисельність населення країни 2015 року становила 8,746 млн осіб (94-те місце у світі). Оцінка кількості населення цієї держави враховує ефекти зайвої смертності через захворювання на СНІД. Чисельність гондурасців стабільно збільшується, народжуваність 2015 року становила 23,14 ‰ (65-те місце у світі), смертність — 5,17 ‰ (182-ге місце у світі), природний приріст — 1,68 % (70-те місце у світі) . 

## Природний рух

### Відтворення
Народжуваність у Гондурасі, станом на 2015 рік, дорівнює 23,14 ‰ (65-те місце у світі). Коефіцієнт потенційної народжуваності 2015 року становив 2,78 дитини на одну жінку (64-те місце у світі). Рівень застосування контрацепції 73,2 % (станом на 2011/12 рік). Середній вік матері при народженні першої дитини становив 20,4 року, медіанний вік для жінок — 25—29 років (оцінка на 2012 рік).
Смертність у Гондурасі 2015 року становила 5,17 ‰ (182-ге місце у світі).
Природний приріст населення в країні 2015 року становив 1,68 % (70-те місце у світі).

### Вікова структура

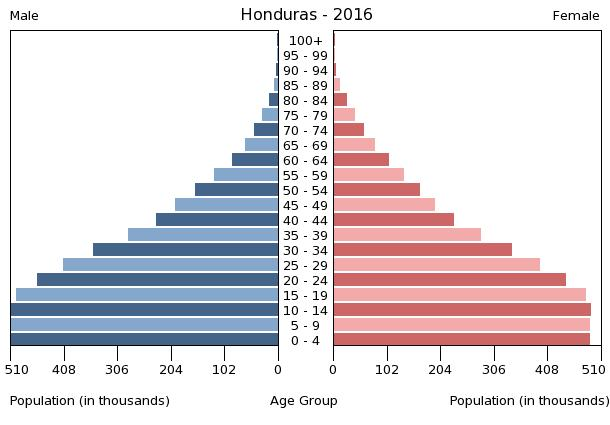
Віково-статева піраміда населення Гондурасу, 2016 рік

Середній вік населення Гондурасу становить 22,6 року (175-те місце у світі): для чоловіків — 22,3, для жінок — 23 роки. Очікувана середня тривалість життя 2015 року становила 71 рік (150-те місце у світі), для чоловіків — 69,34 року, для жінок — 72,74 року.
Вікова структура населення Гондурсу, станом на 2015 рік, виглядає таким чином:
- діти віком до 14 років — 34,18 % (1 527 234 чоловіки, 1 462 763 жінки);
- молодь віком 15—24 роки — 21,14 % (943 039 чоловіків, 906 273 жінки);
- дорослі віком 25—54 роки — 35,73 % (1 578 654 чоловіки, 1 546 901 жінка);
- особи передпохилого віку (55—64 роки) — 4,85 % (197 602 чоловіки, 226 294 жінки);
- особи похилого віку (65 років і старіші) — 4,09 % (156 023 чоловіки, 201 889 жінок)[1].

## Розселення
Густота населення країни 2015 року становила 72,2 особи/км² (130-те місце у світі). Більшість населення країни мешкає в гірських районах заходу. На відміну від інших центральноамериканських країн, міське населення Гондурасу розподіляється між двома великими агломераціями — Тегусигальпа в центрі держави і Сан-Педро-Сул на півночі.

### Урбанізація
Гондурас високоурбанізована країна. Рівень урбанізованості становить 54,7 % населення країни (станом на 2015 рік), темпи зростання частки міського населення — 3,14 % (оцінка тренду за 2010—2015 роки).
Головні міста держави: Тегусігальпа (столиця) — 1,123 млн осіб, Сан-Педро-Сул — 852,0 тис. осіб (дані за 2015 рік).

### Міграції
Річний рівень еміграції 2015 року становив 1,16 ‰ (153-тє місце у світі). Цей показник не враховує різниці між законними і незаконними мігрантами, між біженцями, трудовими мігрантами та іншими.

#### Біженці й вимушені переселенці
У країні налічується 174 тис. внутрішньо переміщених осіб, переважно жертв криміналітету.
Гондурас є членом Міжнародної організації з міграції (IOM).

## Расово-етнічний склад
| Етнічний склад (2015 рік) | Етнічний склад (2015 рік) | Етнічний склад (2015 рік) | Етнічний склад (2015 рік) | Етнічний склад (2015 рік) |
| ------------------------- | ------------------------- | ------------------------- | ------------------------- | ------------------------- |
| Етнос:                    |                           |                           | Відсоток:                 |                           |
| метиси                    | метиси                    |                           | 90%                       | 90%                       |
| індіанці                  | індіанці                  |                           | 7%                        | 7%                        |
| темношкірі                | темношкірі                |                           | 2%                        | 2%                        |
| білі                      | білі                      |                           | 1%                        | 1%                        |

Головні етноси країни: метиси індіанців і європейців — 90 %, індіанці — 7 %, темношкірі — 2 %, білі — 1 %.

## Мови
| Мови Гондурасу (2015 рік) | Мови Гондурасу (2015 рік) | Мови Гондурасу (2015 рік) | Мови Гондурасу (2015 рік) | Мови Гондурасу (2015 рік) |
| ------------------------- | ------------------------- | ------------------------- | ------------------------- | ------------------------- |
| Мова:                     |                           |                           | Відсоток:                 |                           |
| іспанська                 | іспанська                 |                           | %                         | %                         |
| індіанські мови           | індіанські мови           |                           | %                         | %                         |

Офіційна мова: іспанська. Поширені різні індіанські мови.

## Релігії
| Релігії в Гондурасі (2014 рік) | Релігії в Гондурасі (2014 рік) | Релігії в Гондурасі (2014 рік) | Релігії в Гондурасі (2014 рік) | Релігії в Гондурасі (2014 рік) |
| ------------------------------ | ------------------------------ | ------------------------------ | ------------------------------ | ------------------------------ |
| Віросповідання:                |                                |                                | Відсоток:                      |                                |
| католики                       | католики                       |                                | 97%                            | 97%                            |
| протестанти                    | протестанти                    |                                | 3%                             | 3%                             |

Головні релігії й вірування, які сповідує, і конфесії та церковні організації, до яких відносить себе населення країни: римо-католицтво — 97 %, протестантизм — 3 % (станом на 2015 рік).

## Освіта
Рівень письменності 2015 року становив 88,5 % дорослого населення (віком від 15 років): 88,4 % — серед чоловіків, 88,6 % — серед жінок.
Державні витрати на освіту становлять 5,9 % ВВП країни, станом на 2013 рік Середня тривалість освіти становить 11 років, для хлопців — до 11 років, для дівчат — до 12 років (станом на 2014 рік).

## Охорона здоров'я
Забезпеченість лікарями в країні на рівні 0,37 лікаря на 1000 мешканців (станом на 2005 рік). Забезпеченість лікарняними ліжками в стаціонарах — 0,7 ліжка на 1000 мешканців (станом на 2012 рік). Загальні витрати на охорону здоров'я 2014 року становили 8,7 % ВВП країни (48-ме місце у світі).
Смертність немовлят до 1 року, станом на 2015 рік, становила 18,18 ‰ (97-ме місце у світі); хлопчиків — 20,59 ‰, дівчаток — 15,66 ‰. Рівень материнської смертності 2015 року становив 129 випадків на 100 тис. народжень (69-те місце у світі).
Гондурас входить до складу ряду міжнародних організацій: Міжнародного руху (ICRM) і Міжнародної федерації товариств Червоного Хреста і Червоного Півмісяця (IFRCS), Дитячого фонду ООН (UNISEF), Всесвітньої організації охорони здоров'я (WHO).

### Захворювання
Потенційний рівень зараження інфекційними хворобами у країні високий. Найпоширеніші інфекційні захворювання: діарея, гепатит А, черевний тиф, гарячка денге, малярія. Станом на серпень 2016 року в країні були зареєстровані випадки зараження вірусом Зіка через укуси комарів Aedes, переливання крові, статевим шляхом, під час вагітності.
2014 року було зареєстровано 23,0 тис. хворих на СНІД (75-те місце у світі), це 0,42 % населення в репродуктивному віці 15—49 років (74-те місце у світі). Смертність 2014 року від цієї хвороби становила 1,2 тис. осіб (64-те місце у світі).
Частка дорослого населення з високим індексом маси тіла 2014 року становила 16,3 % (106-те місце у світі); частка дітей віком до 5 років зі зниженою масою тіла становила 7,1 % (оцінка на 2012 рік). Ця статистика показує як власне стан харчування, так і наявну/гіпотетичну поширеність різних захворювань.

### Санітарія
Доступ до облаштованих джерел питної води 2015 року мало 97,4 % населення в містах і 83,8 % в сільській місцевості; загалом 91,2 % населення країни. Відсоток забезпеченості населення доступом до облаштованого водовідведення (каналізація, септик): в містах — 86,7 %, в сільській місцевості — 77,7 %, загалом по країні — 82,6 % (станом на 2015 рік). Споживання прісної води, станом на 2006 рік, дорівнює 2,12 км³ на рік, або 295,6 тонни на одного мешканця на рік: з яких 16 % припадає на побутові, 23 % — на промислові, 61 % — на сільськогосподарські потреби.

## Соціально-економічне становище

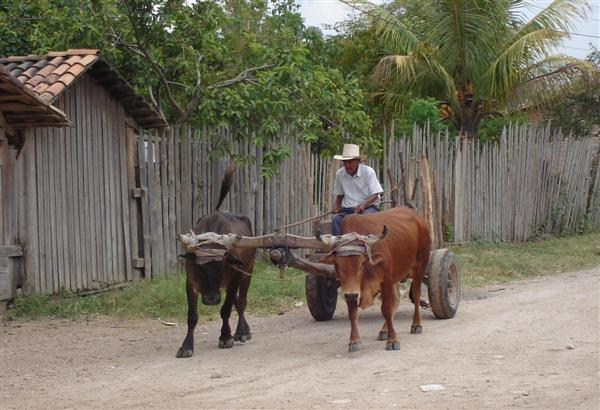
Сільський гужовий транспорт

Співвідношення осіб, що в економічному плані залежать від інших, до осіб працездатного віку (15—64 роки) загалом становить 57,8 % (станом на 2015 рік): частка дітей — 50,1 %; частка осіб похилого віку — 7,7 %, або 13,1 потенційно працездатного на 1 пенсіонера. Загалом ці показники характеризують рівень потреби державної допомоги в секторах освіти, охорони здоров'я та пенсійного забезпечення, відповідно. За межею бідності 2010 року перебувало 60 % населення країни. Розподіл доходів домогосподарств у країні виглядає таким чином: нижній дециль — 0,4 %, верхній дециль — 42,4 % (станом на 2009 рік).
Станом на 2013 рік, у країні 900 тис. осіб не має доступу до електромереж; 82 % населення має доступ, у містах цей показник дорівнює 97 %, у сільській місцевості — 66 %. Рівень проникнення інтернет-технологій низький. Станом на липень 2015 року в країні налічувалось 1,781 млн унікальних інтернет-користувачів (103-тє місце у світі), що становило 20,4 % загальної кількості населення країни.

### Трудові ресурси
Загальні трудові ресурси 2015 року становили 3,647 млн осіб (97-ме місце у світі). Зайнятість економічно активного населення у господарстві країни розподіляється таким чином: аграрне, лісове і рибне господарства — 39,2 %; промисловість і будівництво — 20,9 %; сфера послуг — 39,8 % (станом на 2005 рік). 280,80 тис. дітей у віці від 5 до 14 років (16 % загальної кількості) 2002 року були залучені до дитячої праці. Безробіття 2014 року дорівнювало 4,1 % працездатного населення, 2013 року — 4,3 % (37-ме місце у світі); серед молоді у віці 15—24 років ця частка становила 8 %, серед юнаків — 5,5 %, серед дівчат — 13,8 % (113-те місце у світі). Фактично більше третини населення країни безробітні.

## Кримінал

### Наркотики

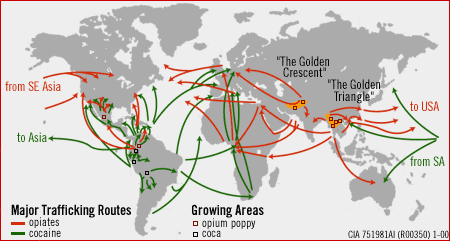
Світові маршрути наркотрафіку

Перевантажний пункт для наркотиків; нелегальний виробник марихуани для внутрішнього вжитку; значною проблемою залишається корупція, випадки відмивання грошей.

### Торгівля людьми
Згідно зі щорічною доповіддю про торгівлю людьми (англ. Trafficking in Persons Report) Управління з моніторингу та боротьби з торгівлею людьми Державного департаменту США, уряд Гондурасу докладає значних зусиль у боротьбі з явищем примусової праці, сексуальної експлуатації, незаконною торгівлею внутрішніми органами, але не повною мірою, країна перебуває у списку спостереження другого рівня.

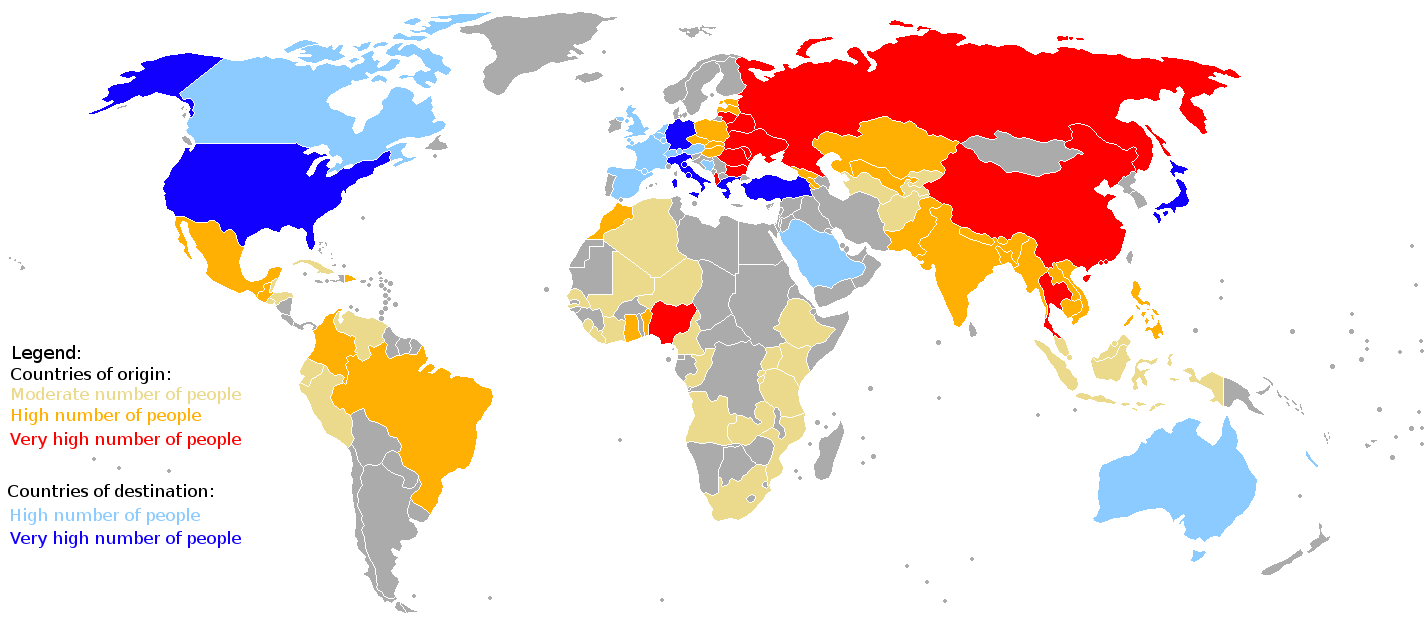
Країни-донори (червоний) і країни-реципієнти кримінальних потоків  (англ.)
Глобальна боротьба з торгівлею людьми (англ.)

## Гендерний стан
Статеве співвідношення (оцінка 2015 року):
- при народженні — 1,05 особи чоловічої статі на 1 особу жіночої;
- у віці до 14 років — 1,04 особи чоловічої статі на 1 особу жіночої;
- у віці 15—24 років — 1,04 особи чоловічої статі на 1 особу жіночої;
- у віці 25—54 років — 1,02 особи чоловічої статі на 1 особу жіночої;
- у віці 55—64 років — 0,87 особи чоловічої статі на 1 особу жіночої;
- у віці старше за 64 роки — 0,77 особи чоловічої статі на 1 особу жіночої;
- загалом — 1,01 особи чоловічої статі на 1 особу жіночої[1].

## Демографічні дослідження
Демографічні дослідження у країні ведуться рядом державних і наукових установ:
- Національний інститут статистики Гондурасу (ісп. El Instituto Nacional de Estadística; INE).

### Українською
- Атлас. 10—11 клас. Економічна і соціальна географія світу / упорядники :  О. Я. Скуратович, Н. І. Чанцева. — К. : ДНВП «Картографія», 2010. — ISBN 978-966-475-639-3.
- Атлас світу / голов. ред. І. С. Руденко ; зав. ред. В. В. Радченко ; відп. ред. О. В. Вакуленко. — К. : ДНВП «Картографія», 2005. — 336 с. — ISBN 9666315467.
- Безуглий В. В. Економічна і соціальна географія зарубіжних країн : Навчальний посібник. — К. : ВЦ «Академія», 2007. — 704 с. — ISBN 978-966-580-239-6.
- Безуглий В. В., Козинець С. В. Регіональна економічна і соціальна географія світу : Навчальний посібник. — видання 2-ге, доп., перероб. — К. : ВЦ «Академія», 2007. — 688 с. — ISBN 966-580-144-9.
- Головченко В. І., Кравчук О. Країнознавство: Азія, Африка, Латинська Америка, Австралія і Океанія. — К., 2006. — 335 с. — ISBN 966-8939-04-2.
- Гудзеляк І. І. Географія населення: Навчальний посібник / І. Гудзеляк. — Л. : Видавничий центр ЛНУ імені Івана Франка, 2008. — 232 с. — ISBN 978-966-613-599-8.
- Дахно І. І. Країни світу: Енциклопедичний довідник / І. І. Дахно, С. М. Тимофієв. — К. : Мапа, 2011. — 606 с. — (Бібліотека нового українця) — ISBN 978-966-8804-23-6.
- Дахно І. І. Економічна географія зарубіжних країн : навчальний посібник. — К. : Центр учбової літератури, 2014. — 319 с. — ISBN 978-611-01-0682-5.
- Джаман В. О. Регіональні системи розселення: демографічні аспекти. — Чернівці : Рута, 2003. — 392 с. — ISBN 9665685988.
- Дорошенко Л. С. Демографія: Навчальний посібник. — К. : МАУП, 2005. — 112 с. — ISBN 966-608-442-2.
- Дубович І. А. Країнознавчий словник-довідник. — 5-те вид., перероб. і доп. — К. : Знання, 2008. — 839 с. — ISBN 978-966-346-330-8.
- Економічна і соціальна географія країн світу. Навчальний посібник / За ред. Кузика С. П. — Л. : Світ, 2002. — 672 с. — ISBN 966-603-178-7.
- Загальна медична географія світу / В. О. Шевченко [та ін.] — К. : [б.в.], 1998. — 178 с.
- Книш М. М., Мамчур О. І. Регіональна економічна і соціальна географія світу (Латинська Америка та Карибські країни, Африка, Азія, Океанія) : навч. посіб. — Л. : ЛНУ ім. Івана Франка, 2013. — 368 с. — ISBN 978-617-10-0007-0.
- Крисаченко В. С. Динаміка населення: Популяційні, етнічні та глобальні виміри. — К. : Видавництво Національного інституту стратегічних досліджень, 2005. — 368 с. — ISBN 966-554-083-1.
- Кузик С. П., Книш М. М. Економічна і соціальна географія країн Америки : навч. посіб. — Л. : ЛНУ ім. Івана Франка, 1999. — 299 с. — ISBN 966-613-026-2.
- Любіцева О. О., Мезенцев К. В., Павлов С. В. Географія релігій. — К. : АртЕК, 1999. — 504 с. — ISBN 966-505-006-0.
- Масляк П. О. Країнознавство. — К. : Знання, 2007. — 292 с. — (Вища освіта XXI століття)
- Масляк П. О., Дахно І. І. Економічна і соціальна географія світу / П. О. Масляк, І. І. Дахно ; за ред. П. О. Масляка. — К. : Вежа, 2003. — 280 с. — ISBN 966-7091-53-8.

### Російською
- (рос.) Гондурас // Демографический энциклопедический словарь / главн. ред. Валентей Д. И. — М. : Советская энциклопедия, 1985. — 608 с.
- (рос.) Гондурас // Латинская Америка. Энциклопедический справочник [в 2-х тт.] / Главный редактор В. В. Вольский. — М. : Советская энциклопедия, 1979. — Т. 1. А-К. — 576 с.
- (рос.) Гондурас // Страны и народы. Америка. Общий обзор Латинской Америки. Средняя Америка / Редкол. : отв. ред. В. В. Вольский, Я. Г. Машбиц и др. — М. : «Мысль», 1981. — 333 с. — (Страны и народы) — 180 тис. прим.
- (рос.) Атлас народов мира / Отв. ред. С. И. Брук и В. С. Апенченко. — М. : ГУГК ГГК СССР и Институт этнографии им. Н. Н. Миклухо-Маклая АН СССР, 1964. — 185 с. — 20 тис. прим.
- (рос.) Численность и расселение народов мира. Этнографические очерки / под ред. С. И. Брука. — М. : Издательство АН СССР, 1962. — 487 с.
- (рос.) Лаппо Г. М. География городов: Учебное пособие для географических факультетов вузов. — М. : Туманит, изд. центр ВЛАДОС, 1997. — 476 с. — ISBN 5-691-00047-0.
- (рос.) Ягельский А. География населения. — М. : Прогресс, 1980. — 383 с.